# Underwurlde
Underwurlde je videohra typu plošinová akční adventura vyvinutá a distribuovaná firmou Ultimate Play The Game v roce 1984. Hru napsali bratři Tim a Chris Stamper. Je druhým pokračováním v sérii Sabreman, následuje po hře Sabre Wulf a předchází hře Knight Lore. Hra je určena pro počítače Sinclair ZX Spectrum a Commodore 64. Ve hře musí Sabreman najít cestu z hradu.

## Hratelnost
Underwurlde je dvourozměrná plošinovka s pohledem ze strany. Hráč ovládá Sabremana, dobrodruha v safari klobouku, který skáče mezi plošinami uvnitř hradu a v jeskyních pod ním. Úkolem je projít přes několik příšer-strážců a najít cestu k východu. Na každého strážce funguje jiná ze zbraní - nůž, dýka nebo louč. Hráč používá klávesy QWERTY a postupuje bludištěm tak, že když dojde na konec jedné obrazovky, zobrazí se mu obrazovka další. Celkový počet místností je 597. Hra začíná v hradě vyzdobeném nábytkem, obrazy na stěnách, hodinami a dalšími předměty. Hráč se postupně vertikálními šachtami dostane do jeskyní. Pokud Sabreman skočí v takové šachtě těsně ke stropu, automaticky se zavěsí na lano, na kterém se může spouštět a houpat ze strany na stranu. Ze dna každé jeskyně se uvolňují bubliny, na kterých se může Sabreman nechat zase vyvézt nahoru.
Od ostatních her téhož vývojářského studia se odlišuje tím, že nepřátelé Sabremana nedokáží zranit, ale pouze ho při kontaktu prudce odstrčí zpět. Přesto může Sabreman ztratit život, a to pokud spadne z příliš velké výšky. Hráč začíná se sedmi životy, přičemž další může najít po cestě. Dočasnou nesmrtelnost při pádech propůjčí Sabremanovi modré diamanty. Mezi nepřátele patří harpyje a gargoylové. Sabreman je může zabít střelbou ze zbraně, kterou najde hned na začátku. Za prvním strážcem čekají na Sabremana orli, kteří ho mohou zvednout a zase upustit. Underwurlde má tři východy a každý z nich nějak souvisí se zápletkou jedné z tehdy plánovaných her ze série Sabreman. Hráči se přičítají body podle počtu získaných předmětů, zabitých nepřátel a počtu navštívených místností. Kromě klávesnice se hra dá ovládat i joystickem. Stejně jako u předchozích her téhož studia je ovládání popsáno nejasně a hráč si na něj musí přijít sám. Verze pro Commodore 64 je velmi podobná co se týče grafiky i principu hry.